# 2:40-Stunden-Rennen von Virginia 2024

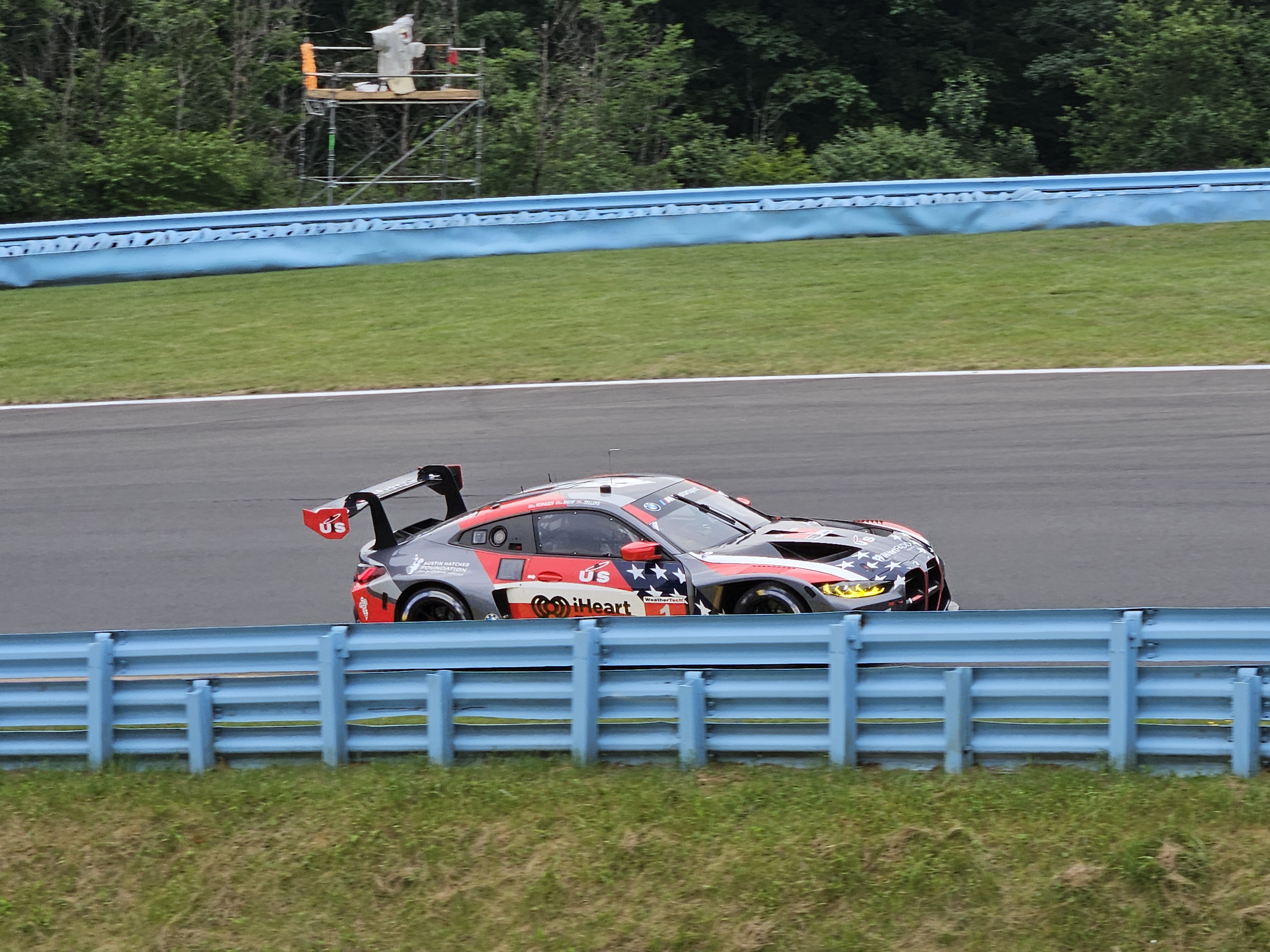
Der siegreiche BMW M4 GT3 mit der Startnummer 1, hier beim 6-Stunden-Rennen von Watkins Glen 2024

Das 2:40-Stunden-Rennen von Virginia 2024, auch 2024 Michelin GT Challenge at VIR, fand am 25. August auf dem Virginia International Raceway statt und war der neunte Wertungslauf der IMSA WeatherTech SportsCar Championship dieses Jahres.

## Das Rennen
Die Veranstaltung am Virginia International Raceway war 2024 das einzige IMSA-Rennen, bei dem nur GT-Rennwagen startberechtigt waren. Nach einer Fahrzeit von 2:40:49,112 Stunden siegten Bryan Sellers und Madison Snow im BMW M4 GT3. Mike Rockenfeller und Harry Tincknell erreichten mit dem zweiten Rang die erste Podiumsplatzierung für den 2023 neuentwickelten Ford Mustang GT3. Als Gesamtdritte kamen Ross Gunn und Alex Riberas im Aston Martin Vantage AMR GT3 Evo ins Ziel.

## Ergebnisse

### Schlussklassement
| 1           | GTD-Pro | 1   | Paul Miller Racing                | Bryan Sellers Madison Snow         | BMW M4 GT3                       | 86 |
| 2           | GTD-Pro | 64  | Ford Multimatic Motorsports       | Mike Rockenfeller Harry Tincknell  | Ford Mustang GT3                 | 86 |
| 3           | GTD-Pro | 23  | Heart of Racing Team              | Ross Gunn Alex Riberas             | Aston Martin Vantage AMR GT3 Evo | 86 |
| 4           | GTD Pro | 65  | Ford Multimatic Motorsports       | Joey Hand Dirk Müller              | Ford Mustang GT3                 | 86 |
| 5           | GTD     | 32  | Korthoff Preston Motorsports      | Mikaël Grenier Kenton Koch         | Mercedes-AMG GT3 Evo             | 86 |
| 6           | GTD-Pro | 9   | Pfaff Motorsports                 | Oliver Jarvis Marvin Kirchhöfer    | McLaren 720S GT3 Evo             | 86 |
| 7           | GTD     | 27  | Heart of Racing Team              | Roman De Angelis Zacharie Robichon | Aston Martin Vantage AMR GT3 Evo | 86 |
| 8           | GTD-Pro | 14  | Vasser Sullivan                   | Ben Barnicoat Jack Hawksworth      | Lexus RC F GT3                   | 86 |
| 9           | GTD     | 78  | Forte Racing                      | Misha Goikhberg Loris Spinelli     | Lamborghini Huracán GT3 Evo 2    | 86 |
| 10          | GTD-Pro | 77  | AO Racing                         | Laurin Heinrich Klaus Bachler      | Porsche 911 GT3 R (992)          | 86 |
| 11          | GTD     | 57  | Winward Racing                    | Philip Ellis Russell Ward          | Mercedes-AMG GT3 Evo             | 86 |
| 12          | GTD     | 96  | Turner Motorsport                 | Robby Foley Patrick Gallagher      | BMW M4 GT3                       | 86 |
| 13          | GTD-Pro | 4   | Corvette Racing                   | Nicky Catsburg Tommy Milner        | Chevrolet Corvette Z06 GT3.R     | 86 |
| 14          | GTD     | 34  | Conquest Racing                   | Albert Costa Manny Franco          | Ferrari 296 GT3                  | 86 |
| 15          | GTD     | 13  | AWA                               | Matthew Bell Orey Fidani           | Chevrolet Corvette Z06 GT3.R     | 86 |
| 16          | GTD     | 55  | Proton Competition                | Giammarco Levorato Corey Lewis     | Ford Mustang GT3                 | 86 |
| 17          | GTD     | 120 | Wright Motorsports                | Adam Adelson Elliott Skeer         | Porsche 911 GT3 R (992)          | 86 |
| 18          | GTD     | 12  | Vasser Sullivan                   | Frankie Montecalvo Parker Thompson | Lexus RC F GT3                   | 86 |
| 19          | GTD     | 86  | MDK Motorsports                   | Anders Fjordbach Kerong Li         | Porsche 911 GT3 R (992)          | 85 |
| 20          | GTD     | 45  | Wayne Taylor Racing with Andretti | Danny Formal Kyle Marcelli         | Lamborghini Huracán GT3 Evo 2    | 85 |
| 21          | GTD     | 66  | Gradient Racing                   | Stevan McAleer Sheena Monk         | Acura NSX GT3 Evo22              | 72 |
| 22          | GTD-Pro | 3   | Corvette Racing                   | Antonio García Alexander Sims      | Chevrolet Corvette Z06 GT3.R     | 57 |
| Ausgefallen |         |     |                                   |                                    |                                  |    |
| 23          | GTD     | 70  | Inception Racing                  | Brendan Iribe Frederik Schandorff  | McLaren 720S GT3 Evo             | 68 |

### Nur in der Meldeliste
Zu diesem Rennen sind keine weiteren Meldungen bekannt.

### Klassensieger
| Klasse  | Fahrer         | Fahrer       | Fahrzeug             | Platzierung im Gesamtklassement |
| ------- | -------------- | ------------ | -------------------- | ------------------------------- |
| GTD-Pro | Bryan Sellers  | Madison Snow | BMW M4 GT3           | Gesamtsieg                      |
| GTD     | Mikaël Grenier | Kenton Koch  | Mercedes-AMG GT3 Evo | Rang 5                          |

### Renndaten
- Gemeldet: 23
- Gestartet: 23
- Gewertet: 22
- Rennklassen: 2
- Zuschauer: unbekannt
- Wetter am Renntag: warm und trocken
- Streckenlänge: 5,262 km
- Fahrzeit des Siegerteams: 2:40:49,112 Stunden
- Gesamtrunden des Siegerteams: 86
- Gesamtdistanz des Siegerteams: 452,532 km
- Siegerschnitt: 168,835
- Pole Position: Madison Snow – BMW M4 GT3 (#1) – 1:43,206 = 183,564 km/h
- Schnellste Rennrunde: Loris Spinelli – Lamborghini Huracán GT3 Evo 2 (#78) – 1:44,864 = 180,663 km/h
- Rennserie: 9. Lauf zur IMSA WeatherTech SportsCar Championship 2024